# دکل بالابر هوایی
دکل بالابر هوایی (انگلیسی: Aerial lift pylon)

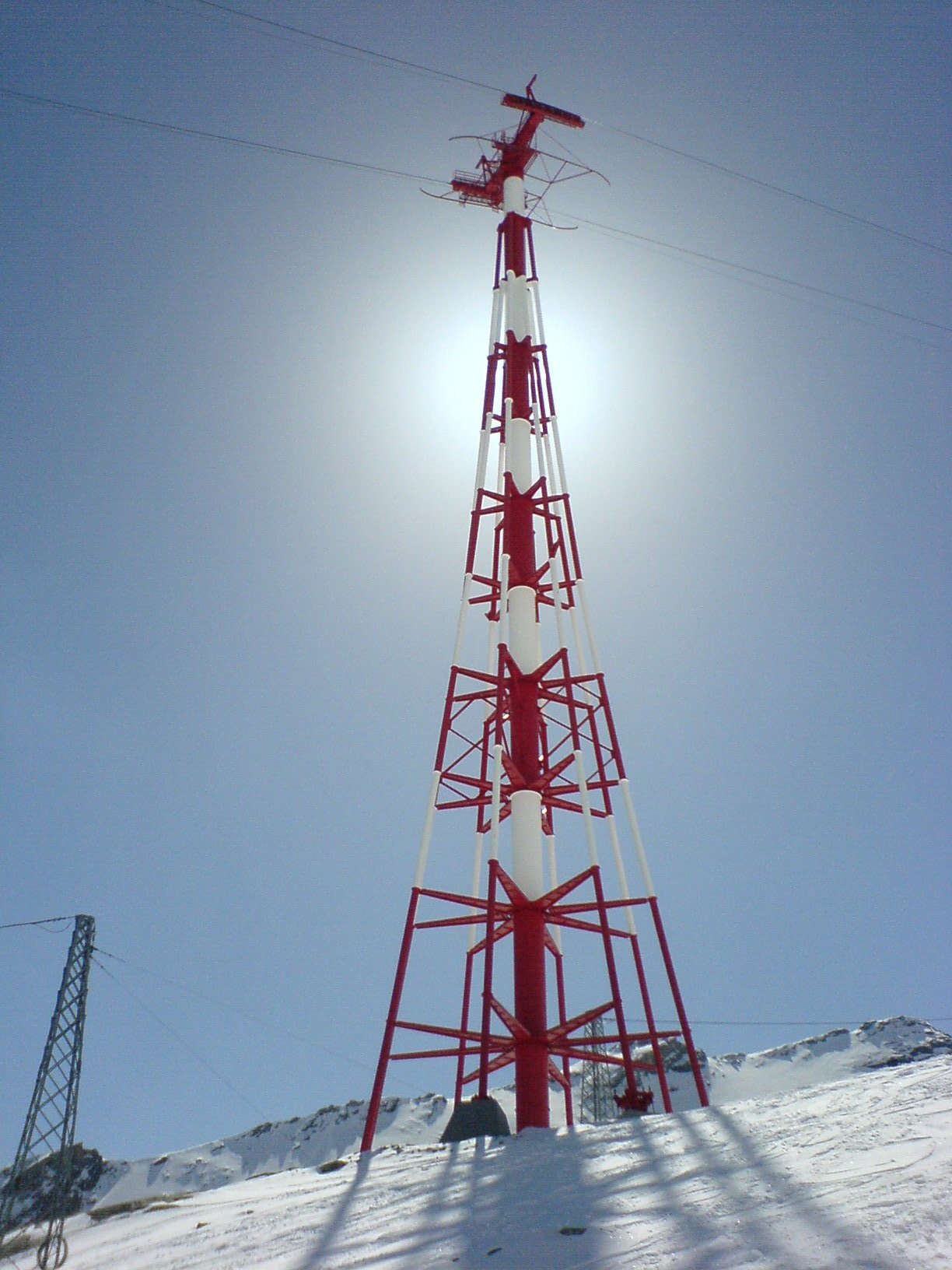
دکل ترن هوایی یخبندان، بلندترین دکل بالابر در جهان تا سال ۲۰۱۷

دکل بالابر هوایی ساختمانی است که کابل‌های یک بالابر هوایی مانند ترن هوایی یا تله کابین را حمل می‌کند. دکل‌های بزرگ ترن هوایی معمولاً از یک ساختار فولادی تشکیل شده‌اند، دکل‌های کوچکتر بالابر از فولاد لوله ای ساخته شده‌اند. ترن هوایی‌های اولیه تا قبل از ساخت این نوع دکل دارای دکل‌های بتن مسلح بودند.
این دکل‌ها به عنوان نقطه توقف مسافران یا کالاها طراحی نشده‌اند، اما برخی از آنها برای دسترسی کارکنان برای تعمیر و نگهداری ماشین‌های بالابر امکاناتی دارند. برخی از دکل‌ها دارای نردبان یا پله‌های تعبیه شده برای دسترسی به تعمیر و نگهداری هستند و برخی از نمونه‌های بلندتر دارای آسانسور هستند.